# Grande Séolane
La Grande Séolane est un sommet des Alpes-de-Haute-Provence qui domine la vallée de l'Ubaye, et ferme, au sud-est, le bassin de Barcelonnette. Il s'agit d'un sommet massif, cerné de toutes parts par des barres rocheuses. Son sommet sert de limites territoriales à trois communes : Méolans-Revel à l'ouest, Les Thuiles au nord-est et Uvernet-Fours au sud-est. 

## Géologie
Le sommet est constitué de calcaires appartenant à la zone subbriançonnaise. Le plateau calcaire sommital présente un relief karstique.

## Accès
- En randonnée, l'accès est possible par le col des Thuiles. Il y a un pas d'escalade très facile et sans danger immédiatement au-dessus du col (voie normale) ;
- En randonnée alpine un couloir en face sud-est est praticable, balisé tout le long, qui se nomme lou cheminet (attention : rocher de mauvaise qualité) ;
- Plusieurs itinéraires d'escalade, en rocher pas toujours bon, et souvent de haut niveau, ont été ouverts.